# Polygala patagonica
Polygala patagonica là một loài thực vật có hoa trong họ Polygalaceae. Loài này được Phil. miêu tả khoa học đầu tiên.